# 2011年夏季世界大学生运动会英国代表团

英国代表团旗帜

2011年夏季世界大学生运动会英国代表团共有200人。

## 奖牌榜
| 名次 | 代表团 | 金牌 | 银牌 | 铜牌 | 总数 |
| ---- | ------ | ---- | ---- | ---- | ---- |
| 29   | 英国   | 2    | 1    | 2    | 5    |

## 奖牌获得者

### 金牌
1. 女子200米蝶泳：杰西卡-迪肯斯
2. 男子5000米：詹姆斯-安德鲁

### 银牌
1. 男子足球

### 铜牌
1. 男子跳远：埃里德-朱利安
2. 女子4×400米接力